# Thập đại kiến thiết
Thập đại kiến thiết là phiên âm Hán-Việt của 十大建設 - tên gọi chung cho mười dự án phát triển cơ sở hạ tầng khổng lồ của Đài Loan được khởi công từ năm 1973 theo sáng kiến của thủ tướng Đài Loan đương thời là Tưởng Kinh Quốc. Mục đích của mười dự án này là tạo cơ sở thuận lợi cho bước chuyển dịch cơ cấu kinh tế mạnh mẽ từ nông nghiệp và công nghiệp nhẹ sang lấy công nghiệp nặng làm trọng tâm, thoát khỏi tình trạng kinh tế lạc hậu - di sản của thời kỳ Nhật cai trị - và chuẩn bị tiền đề cho cuộc phản công vào đại lục.
Mười dự án đó là:
1. Xây dựng Sân bay quốc tế Đào Viên Đài Loan
2. Xây dựng tuyến đường sắt Bắc Hồi chạy vòng quanh Đài Loan
3. Điện khí hóa đường sắt
4. Xây dựng cảng Đài Trung
5. Xây dựng cảng Tô Áo (蘇澳, Suao) ở Nghi Lan (宜蘭, Yilan)
6. Xây dựng nhà máy điện nguyên tử
7. Xây dựng đường cao tốc Trung Sơn
8. Phát triển ngành công nghiệp đóng tàu
9. Phát triển ngành luyện thép
10. Phát triển công nghiệp hóa dầu

Từ năm 2004, chính quyền Đài Loan lại xúc tiến mười dự án khổng lồ mới, gọi là Tân thập đại kiến thiết.